# Michael Shanks (Schauspieler)

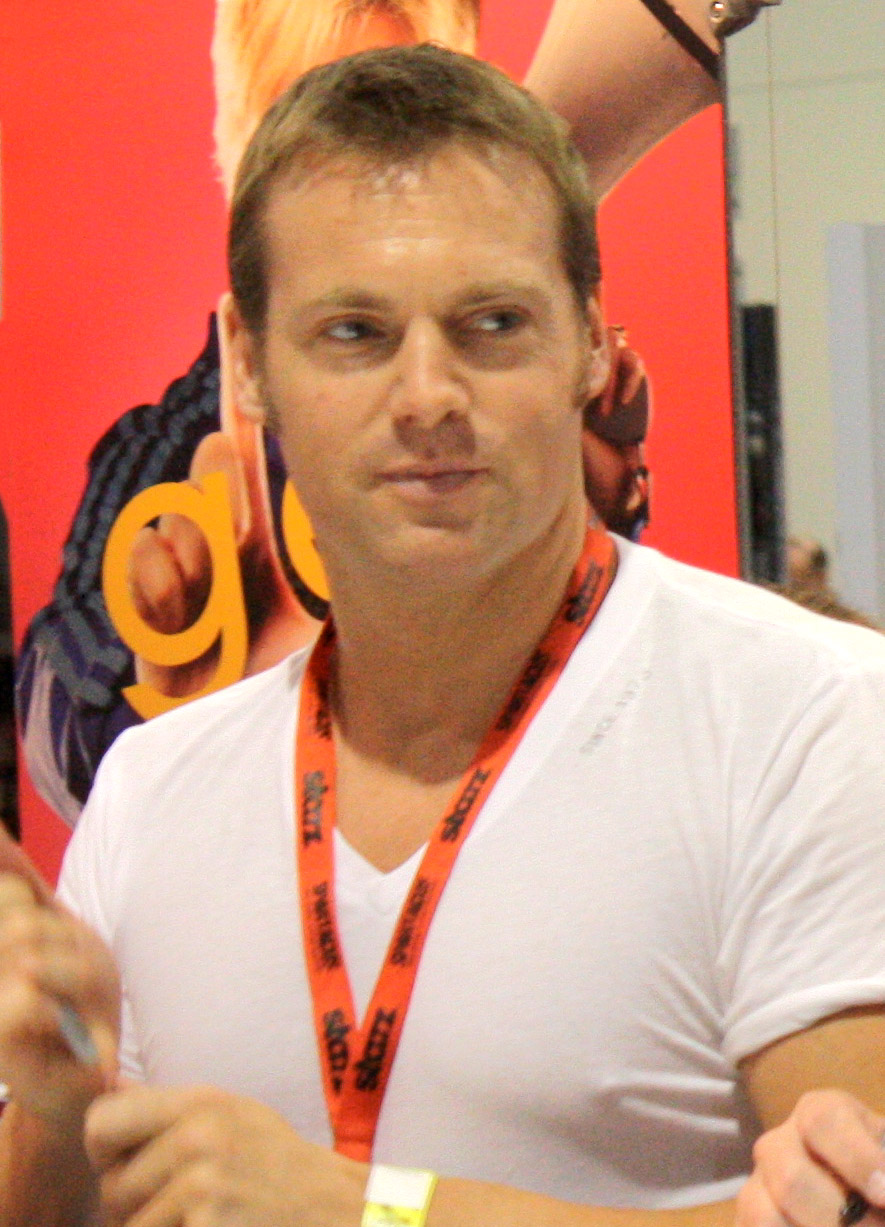
Michael Shanks (2009)

Michael Garrett Shanks (* 15. Dezember 1970 in Vancouver, British Columbia) ist ein kanadischer Schauspieler, der mit der US-Fernsehserie Stargate – Kommando SG-1 als Dr. Daniel Jackson bekannt wurde. Von 2012 bis 2017 spielte er eine Hauptrolle in der Fernsehserie Saving Hope.

## Leben
Michael Shanks wurde in Vancouver geboren und ist in Kamloops aufgewachsen. Seine ersten Fernsehauftritte hatte er 1993 in Gastrollen der Serien Highlander und Der Polizeichef.
Im Jahr 1997 übernahm Michael Shanks die Hauptrolle des Dr. Daniel Jackson in der Sci-Fi-Serie Stargate – Kommando SG-1. Zudem lieh er in der Serie dem Außerirdischen Thor seine Stimme. Shanks verließ Stargate nach der 5. Staffel, woraufhin die „Save Daniel Jackson“-Fan-Kampagne ins Leben gerufen wurde, welche ihn zur 7. Staffel hin erfolgreich zurück auf den Bildschirm brachte. Während er keine Hauptrolle in der 6. Staffel spielte, hatte er einige Gastauftritte. Zu dieser Zeit spielte er auch die Hauptrolle in der deutsch-englisch-südafrikanischen Koproduktion Sumuru – Planet der Frauen.
Nach dem Serienende von Stargate – Kommando SG-1 hatte er kurze Nebenrollen in verschiedenen Fernsehserien wie Smallville und Burn Notice, dann auch Gastauftritte in Supernatural – Zur Hölle mit dem Bösen und Endgame. Daneben spielte er auch in zahlreichen Fernsehfilmen.
Von 2012 bis 2017 spielte er in der kanadischen Serie Saving Hope die Hauptrolle des Dr. Charlie Harris.

## Privat
Mit der Schauspielerin Vaitiare Bandera, die ebenfalls bei Stargate – Kommando SG-1 mitspielte, hat Shanks eine Tochter (* 1998).
Im August 2003 heiratete Michael Shanks seine Schauspielkollegin Lexa Doig, die in der 9. und 10. Staffel eine Nebenrolle bei Stargate – Kommando SG-1 hatte. Die beiden haben zwei gemeinsame Kinder, eine Tochter (* 2004) und einen Sohn (* 2006).
Einer seiner Freunde ist Stargate-Schauspielkollege Christopher Judge. Zusammen haben sie unter anderem eine Kalender-Dokumentation über Frauen in Science-Fiction-Filmen ins Leben gerufen. Sie besteht aus einem Jahreskalender mit Fotos sowie einer DVD über die Hintergründe.

## Filmografie

### Filme
- 1995: Blutiges Familiengeheimnis (A Family Divided)
- 1997: Ruf der Wildnis (The Call of the Wild: Dog of the Yukon)
- 1999: Fluchtpunkt Mars (Escape from Mars)
- 2000: Mr Fortune’s Smile
- 2000: Suspicious River
- 2000: The Artist’s Circle
- 2001: Suddenly Naked
- 2002: Dass du ewig denkst an mich (All Around the Town)
- 2002: Von Tür zu Tür (Door to Door)
- 2003: Sumuru – Planet der Frauen (Sumuru)
- 2005: Swarmed – Das tödliche Summen (Swarmed)
- 2006: Under the Mistletoe
- 2007: Judicial Indiscretion
- 2007: Mega Snake
- 2008: Stargate: The Ark of Truth – Die Quelle der Wahrheit (Stargate: The Ark of Truth)
- 2008: Stargate: Continuum
- 2008: Das Vermächtnis der Azteken (The Lost Treasure of The Grand Canyon)
- 2010: Ice Twister 2 – Arctic Blast (Artic Blast)
- 2011: Red Riding Hood – Unter dem Wolfsmond (Red Riding Hood)
- 2011: Tactical Force
- 2011: Faces in the Crowd
- 2011: Die Weihnachtshütte (Christmas Lodge)
- 2011: The Pastor’s Wife (Fernsehfilm)
- 2013: The Bouquet
- 2013: 13 Eerie – We Prey for You (13 Eerie)
- 2013: Mr. Hockey – The Gordie Howe Story (Fernsehfilm)
- 2013: Elysium
- 2016: Heart of Spring (Fernsehfilm)
- 2017: Yellow (Fernsehfilm)
- 2024: Time Cut

### Fernsehserien
- 1993: Highlander (Folge 2x06)
- 1993: Der Polizeichef (The Commish, Folge 3x06)
- 1994: Madison (Folge 2x05)
- 1995: University Hospital (Folge 1x09)
- 1997–2007: Stargate – Kommando SG-1 (Stargate SG-1, Fernsehserie, 196 Folgen)
- 1998–2000: Outer Limits – Die unbekannte Dimension (The Outer Limits, Folgen 4x15, 6x04)
- 2000–2003: Andromeda (Folgen 1x20, 3x21)
- 2002: The Chris Isaak Show (Folge 2x14)
- 2002: Twilight Zone (The Twilight Zone, Folge 1x03)
- 2004–2008: Stargate Atlantis (3 Folgen)
- 2005: CSI: Miami (Folge 4x11)
- 2007: Eureka – Die geheime Stadt (Eureka, Folge 2x12)
- 2007: 24 (Folgen 6x20–6x22)
- 2008–2009: Burn Notice (4 Folgen)
- 2009–2010: Stargate Universe (4 Folgen)
- 2009: Sanctuary – Wächter der Kreaturen (Sanctuary, Folge 2x09)
- 2010: Smallville (4 Folgen)
- 2010: The Good Guys (Folge 1x18)
- 2010: Supernatural (Folge 5x17)
- 2011: Endgame (Folge 1x03)
- 2011: Flashpoint – Das Spezialkommando (Flashpoint, Folge 4x15)
- 2012: Mr. Young (Folge 2x21)
- 2012–2017: Saving Hope (85 Folgen)
- 2018: Unspeakable (Mini-Serie, 8 Folgen)
- 2019: Virgin River (Folge 1x10)
- 2020: Altered Carbon – Das Unsterblichkeitsprogramm (3 Folgen)
- 2022: The Good Doctor (Folge 6x03)